# The Game Awards
The Game Awards es una ceremonia anual de entrega de premios en honor a los logros en la industria de los videojuegos. Creados en 2014, los premios son producidos y presentados por el periodista Geoff Keighley. Tras trabajar en su predecesor, los Spike Video Game Awards, durante más de diez años, Keighley colaboró con varias empresas de videojuegos para crear el programa. Además de los premios, los Game Awards presentan estrenos de próximos juegos y nueva información sobre títulos ya anunciados. En general, la acogida del programa es desigual: ha sido alabado por sus anuncios y criticado por su falta de reconocimiento de los acontecimientos, el uso de contenidos promocionales y el tratamiento de los galardonados.
La ceremonia se celebra en el Peacock Theater de Los Ángeles, California. Keighley ha declinado varias ofertas de cadenas de televisión para emitir el programa. Los Game Awards cuentan con un comité compuesto por representantes de empresas como Microsoft, Nintendo y Sony. Seleccionan a más de un centenar de organizaciones de prensa de videojuegos que pueden ser nominadas y votan los juegos de las categorías del programa. Keighley y el propio comité no participan en las votaciones. Los juegos lanzados antes de una fecha concreta de noviembre pueden ser nominados. Los juegos publicados después de esa fecha pueden optar a los premios del año siguiente. La mayoría de los ganadores se determinan por una votación mixta del 90% del jurado y el 10% de los votos de los aficionados.

## Historia

### Antecedentes

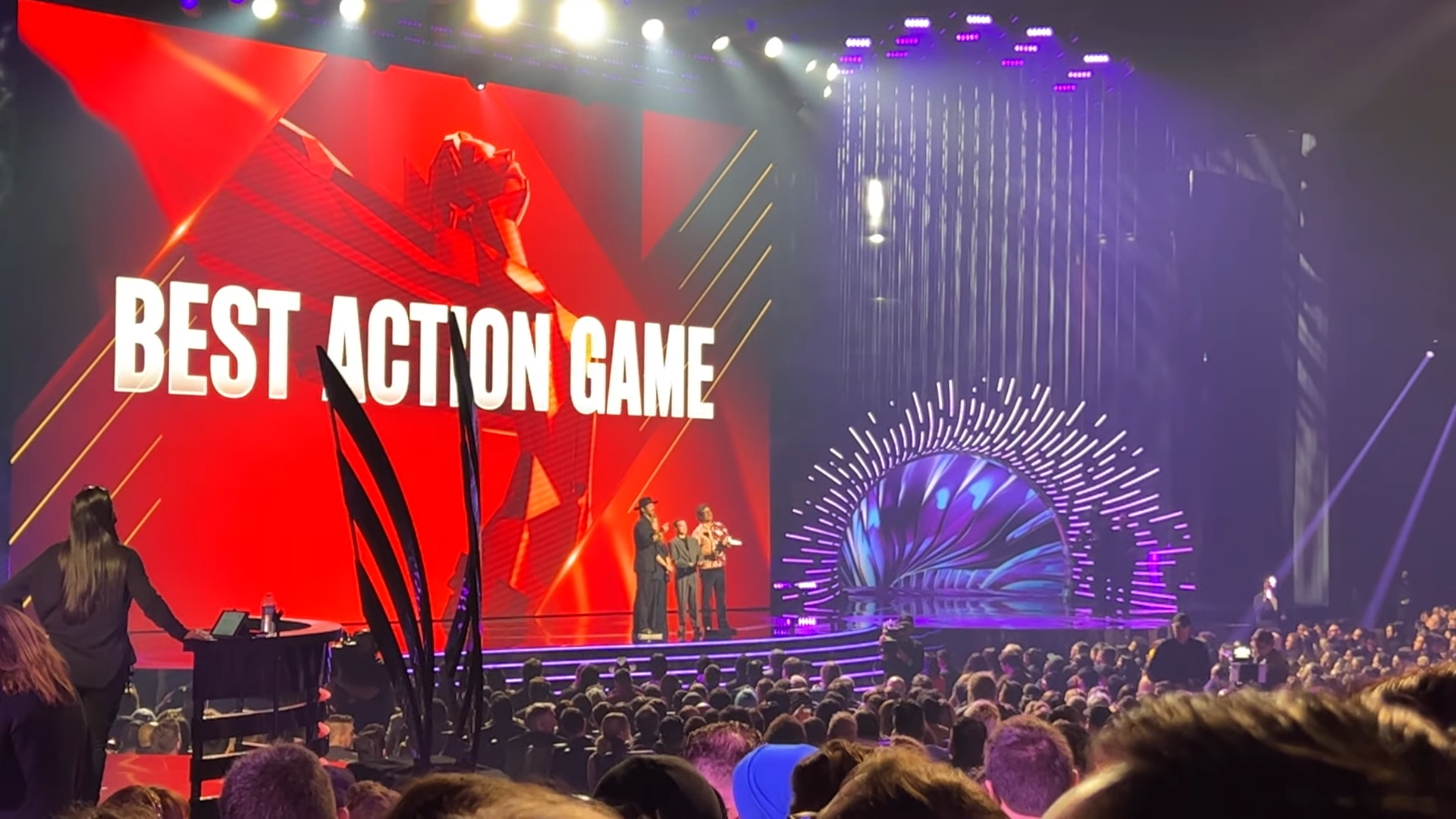
Entrega del premio al mejor juego de acción en los Game Awards 2022

En 1994, el periodista canadiense Geoff Keighley participó en la primera entrega de premios televisada de videojuegos, Cybermania '94. En su adolescencia, Keighley había colaborado en la redacción de material para presentadores famosos como William Shatner y Leslie Nielsen. El programa no se consideró un éxito, pues buscaba más la comedia que la celebración, pero le impulsó a desarrollar algo parecido a los Premios Óscar para videojuegos más adelante en su carrera.
Keighley había trabajado posteriormente en los Spike Video Game Awards (VGA), que se celebraron de 2003 a 2013. El programa se emitía en Spike TV cerca del final de cada año natural y estaba diseñado para homenajear a los videojuegos lanzados durante ese año. Keighley fue productor y a menudo presentador de estos programas. Aunque la cadena había mostrado un fuerte apoyo al programa de premios hasta 2012, con Samuel L. Jackson como presentador, Keighley encontró que Spike estaba menos interesada en continuar con el programa de 2013, en parte debido a que la cadena buscaba una programación menos orientada a los hombres. Spike optó por cambiar el nombre de los premios de VGA a VGX para reflejar que querían centrarse más en los juegos de nueva generación que se iniciaban con la llegada de la octava generación de consolas, además de incorporar al cómico Joel McHale como copresentador junto a Keighley. Además, el programa se redujo a una presentación de una hora, que se retransmitió primero por Internet antes de emitirse por televisión. El espectáculo de 2013 se consideró decepcionante y apuntó como una obra más comercial que como una celebración de los logros de los videojuegos. Spike ofreció continuar con el programa en 2014, pero se limitaría a los medios de streaming en lugar de a la transmisión; Keighley declinó la oferta, y se suspendió el programa de Spike.
Keighley trabajó con varias entidades del sector, entre ellas los fabricantes de hardware para consolas Sony, Microsoft y Nintendo, y varios grandes editores, para respaldar económicamente y crear un nuevo certamen de premios, los Game Awards. Invirtió alrededor de un millón de dólares de sus fondos personales para apoyar el nuevo espectáculo, y pudo conseguir espacio en el teatro The AXIS de Las Vegas para celebrar el evento en vivo. Sin emisora, Keighley y los demás productores acordaron retransmitir en vivo el espectáculo en las redes de las consolas y en el servicio Steam de Valve para poder llegar a una audiencia mucho mayor que la que tenía Spike TV hasta entonces.

### The Game Awards

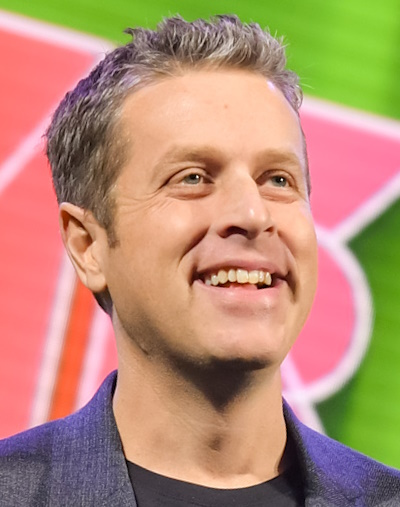
Geoff Keighley, presentador de los Game Awards

Desde la edición de 2014, Keighley ha conseguido que el mayor Peacock Theater (antes Microsoft Theater) de Los Ángeles acoja el evento. Ha trabajado para asociarse con múltiples servicios de streaming de todo el mundo para el espectáculo, que ha sido un movimiento apreciado por varios de los socios de los Game Awards desde el inicio del espectáculo. Las cadenas de televisión se han puesto en contacto con Keighley para ofrecerle emitir el programa, pero él ha rechazado estas ofertas, dejándoles libertad para presentar y estructurar el programa. El espectáculo de 2019 incluyó una transmisión simultánea en asociación con Sony Pictures para cines Cinemark selectos de todo Estados Unidos. Los Game Awards 2020 no se celebraron en una sala de cine debido a la pandemia de COVID-19, sino de forma virtual. El espectáculo de 2021 se celebró de nuevo en vivo en el Microsoft Theater con un público reducido debido a las precauciones que se están tomando contra el COVID-19.

Una ilustración de la estatuilla del premio, diseñada por Keighley y Weta Workshop

Keighley consideró importante que los Game Awards tengan como objetivo presentar favorablemente el interés de los jugadores y de la industria en general, además de ser acogedores para los famosos y otras personas que hayan mostrado interés por los videojuegos. Aunque los Game Awards son principalmente una gala de premios, Keighley sabía de la importancia de contar con contenido adicional, ya que había visto fracasar otros experimentos de galas de premios de videojuegos dedicadas únicamente a los galardones por falta de audiencia. Keighley creía que los Game Awards debían situarse en un punto intermedio entre los espacios de entretenimiento que se utilizan para los Premios Óscar y la presentación de premios estándar que se utiliza para los Game Developers Choice Awards, y quería un equilibrio de material. Desde los Spike VGX hasta los Game Awards, Keighley ha colaborado con estudios de videojuegos para presentar nuevos juegos en paralelo a los premios. Considera que el momento culminante de este enfoque fue conseguir la primera presentación de The Legend of Zelda: Breath of the Wild en los Game Awards 2014. Keighly anima a los estudios de videojuegos a proporcionar cualquier contenido que pueda considerarse emocionante o que pueda despertar el interés, incluso si estos juegos se encuentran en una fase temprana de desarrollo, y luego hace la selección de qué juegos y tráilers presentar. Keighley trabaja posteriormente con esos estudios sobre cómo posicionar mejor sus tráilers para que tengan el mayor impacto; por ejemplo, en la feria de 2018, él y Nintendo trabajaron en un tráiler de revelación del personaje Joker de Persona 5 en Super Smash Bros. Ultimate que parecía comenzar como un teaser de un nuevo juego de la serie.
Desde el lanzamiento del programa, Keighley ha solicitado la opinión de los aficionados sobre cómo mejorar el programa, normalmente en ferias y convenciones en los meses previos al programa. En 2020, cuando la pandemia de COVID-19 provocó la cancelación de muchos de estos eventos, Keighley invitó a un centenar de aficionados a charlas privadas con él y otros importantes organizadores del programa para recabar su opinión. Los Game Awards siguieron celebrándose en 2020 y 2021, aunque con una audiencia invitada limitada para este último y con interacciones limitadas de anfitriones, presentadores y nominados debido a las restricciones establecidas por California y Los Ángeles en lo que respecta a grandes reuniones en espacios interiores. El espectáculo de 2022 volvió a contar con una audiencia completa en vivo, ya que estas restricciones gubernamentales se levantaron.
Con motivo de la feria, tiendas digitales como Steam, Xbox Games Store, Nintendo eShop y PlayStation Store ponen a la venta los juegos nominados durante los días previos y posteriores al evento. La estatuilla concedida a los juegos seleccionados fue diseñada mediante la colaboración entre Keighley y Weta Workshop. Pretende representar «la evolución del medio de los videojuegos mediante un ángel que asciende a través de bloques de construcción digitales». En 2019 se celebró en Steam un Game Festival con demos de próximos juegos. En 2021, Keighley presentó el podcast Inside the Game Awards en colaboración con Spotify. En junio de 2023, Keighley presentó The Game Awards 10-Year Celebration, una actuación de música de videojuegos en el Hollywood Bowl a cargo de la Filarmónica de Los Ángeles.

### Espectáculos
| Evento | Fecha           | Juego del Año                           | Lugar                           | Espectadores (millones) |
| ------ | --------------- | --------------------------------------- | ------------------------------- | ----------------------- |
| 2014   | 5 de diciembre  | Dragon Age: Inquisition                 | The AXIS (Las Vegas)            | 1.9                     |
| 2015   | 3 de diciembre  | The Witcher 3: Wild Hunt                | Microsoft Theater (Los Angeles) | 2.3                     |
| 2016   | 1 de diciembre  | Overwatch                               | Microsoft Theater (Los Angeles) | 3.8                     |
| 2017   | 7 de diciembre  | The Legend of Zelda: Breath of the Wild | Microsoft Theater (Los Angeles) | 11.5                    |
| 2018   | 6 de diciembre  | God of War                              | Microsoft Theater (Los Angeles) | 26.2                    |
| 2019   | 12 de diciembre | Sekiro: Shadows Die Twice               | Microsoft Theater (Los Angeles) | 45.2                    |
| 2020   | 10 de diciembre | The Last of Us Part II                  | Evento virtual                  | 83                      |
| 2021   | 9 de diciembre  | It Takes Two                            | Microsoft Theater (Los Angeles) | 85                      |
| 2022   | 8 de diciembre  | Elden Ring                              | Microsoft Theater (Los Angeles) | 103                     |
| 2023   | 7 de diciembre  | Baldur's Gate 3                         | Peacock Theater (Los Angeles)   | 118                     |
| 2024   | 12 de diciembre | Astro Bot                               | Peacock Theater (Los Angeles)   | 154                     |

## Proceso
Los Game Awards cuentan con un comité asesor del que forman parte representantes de los fabricantes de hardware Microsoft, Sony, Nintendo y AMD, además de varios editores de videojuegos. Este comité selecciona a las organizaciones de noticias de videojuegos que pueden nominar y posteriormente votar los videojuegos en varias categorías. Por lo demás, el comité asesor no participa en el proceso de nominación o votación. Durante la ronda de nominaciones, cada uno de los medios de noticias proporciona una lista de juegos en varias categorías; los juegos para las categorías relacionadas con los deportes electrónicos son elegidos por un subconjunto específico de estos medios. El comité recopila las nominaciones y selecciona los juegos más nominados para someterlos a votación en esos mismos medios. Antes de 2017, eran 28 los expertos y representantes del sector que seleccionaban a los ganadores, mientras que los premios de 2017 en adelante han recurrido a más de 50 de estos expertos. En 2019, se agregaron al jurado publicaciones de medios de comunicación no ingleses. A partir de 2024, más de cien publicaciones de medios de comunicación de todo el mundo fueron elegidas como jurado. Los ganadores se determinan mediante una votación mixta entre el jurado (90 %) y el público (10 %) a través de las plataformas sociales y el sitio web del programa.
Por lo general, sólo los juegos lanzados antes de una fecha concreta de noviembre pueden ser nominados a los premios de ese año. Dado que el jurado debe hacer sus nominaciones en las semanas anteriores a esa fecha, algunos juegos que saldrán a la venta justo antes de esa fecha pueden estar infrarrepresentados en las nominaciones, ya que el jurado debe guiarse por las copias de revisión previas al lanzamiento y no por la versión final. Todos los juegos que se publiquen después de la fecha límite de noviembre (que varía cada año) podrán participar en la ceremonia del año siguiente. Las expansiones de juegos, los contenidos de temporada, los contenidos descargables, los remakes y los remasters también pueden optar a todos los premios.

## Categorías

### Videojuegos y medios de comunicación
| Categorías                             | Primer premio |
| -------------------------------------- | ------------- |
| Juego del Año                          | 2014          |
| Mejor juego independiente              | 2014          |
| Mejor juego para móvil                 | 2014          |
| Mejor narrativa                        | 2014          |
| Mejor partitura y música               | 2014          |
| Mejor rendimiento                      | 2014          |
| Juegos de impacto                      | 2014          |
| Mejor juego de acción y aventura       | 2014          |
| Mejor juego de rol                     | 2014          |
| Mejor juego de lucha                   | 2014          |
| Mejor juego familiar                   | 2014          |
| Mejor juego deportivo/de carreras      | 2014          |
| Mejor multijugador                     | 2014          |
| Juego más esperado                     | 2014          |
| Mejor dirección artística              | 2015          |
| Mejor dirección de juego               | 2016          |
| Mejor juego VR/AR                      | 2016          |
| Mejor juego de acción                  | 2016          |
| Mejor juego de simulación y estrategia | 2016          |
| Mejor diseño de audio                  | 2017          |
| Mejor juego en curso                   | 2017          |
| Mejor primer juego independiente       | 2017          |
| Mejor apoyo comunitario                | 2019          |
| La voz de los jugadores                | 2019          |
| Innovación en accesibilidad            | 2020          |
| Mejor adaptación                       | 2022          |

| Categorías                   | Primer premio | Último premiado |
| ---------------------------- | ------------- | --------------- |
| Mejor remasterización        | 2014          | 2014            |
| Mejor tirador                | 2014          | 2015            |
| Desarrollador del año        | 2014          | 2015            |
| Mejor juego para estudiantes | 2017          | 2018            |

### Deportes electrónicos y creadores
| Categorías                                | Primer premio |
| ----------------------------------------- | ------------- |
| Mejor deportista de deportes electrónicos | 2014          |
| Mejor equipo de deportes electrónicos     | 2014          |
| Mejor juego de deportes electrónicos      | 2015          |
| Creador de contenidos del año             | 2018          |

| Categorías                                 | Primer premio | Último premiado |
| ------------------------------------------ | ------------- | --------------- |
| Mejor creación de un aficionado            | 2014          | 2016            |
| Trending Gamer                             | 2014          | 2017            |
| Premio al Juego del Fan Chino              | 2017          | 2017            |
| Mejor momento de los deportes electrónicos | 2018          | 2018            |
| Mejor Anfitrión de Esports                 | 2018          | 2020            |
| Best Esports Coach                         | 2018          | 2023            |
| Best Esports Event                         | 2018          | 2023            |

### Premios honoríficos
| Categorías                    | Primer premio | Último premiado |
| ----------------------------- | ------------- | --------------- |
| Premio Icono de la Industria  | 2014          | 2018            |
| Ciudadanos globales del juego | 2018          | -               |
| Future Class                  | 2020          | 2023            |
| Game Changer                  | 2024          | -               |

## Recepción
El programa ha recibido elogios por sus anuncios. Sin embargo, los comentaristas han criticado los Game Awards por ser excesivamente promocionales y comercializados. La proporción de tiempo dedicado a homenajear a los ganadores de los premios en comparación con los anuncios de los próximos juegos es un punto común de crítica. Tras conocerse el escándalo de conducta sexual inapropiada de Activision Blizzard, Keighley abrió la entrega de premios de 2021 con una declaración en la que denunciaba los abusos en la industria. La declaración fue criticada por no referirse a Activision Blizzard por su nombre y por parecer diseñada para preservar «valiosas relaciones con la industria» en lugar de adoptar una postura más significativa. El incidente suscitó dudas sobre la estrecha relación del programa con la industria y su reticencia a pintar mal a sus socios comerciales. La ceremonia de 2023 fue criticada por conceder a los invitados famosos varios minutos para hablar, mientras que los ganadores disponían de treinta segundos antes de que se les pidiera que «terminaran» y se les cortara con música.